# Panzerspähwagen Sd.Kfz. 234
Die Panzerspähwagen Sd.Kfz. 234 sind in allen vier Varianten die zweite Generation der schweren Achtrad-Panzerspähwagen der ehemaligen deutschen Wehrmacht und wurden im Zweiten Weltkrieg eingesetzt.

## Entwicklung
Gepanzerte Radfahrzeuge wurden in Deutschland schon früh entwickelt, da sie nicht den Beschränkungen des Versailler Vertrages unterlagen. Das Sd.Kfz 234 gehörte zur ARK-Reihe (Typenbezeichnung des Fahrgestells) und wurde als Nachfolger für die früheren Reihen Sd.Kfz. 231/232/233 (8-Rad) der GS-Reihe gebaut, da deren Bewaffnung und Panzerung unzureichend waren. Die kompakte Bauweise, bei der Rahmen und Wanne aus einem Teil bestanden, gewährte guten Schutz. Die Fahrzeuge hatten Allradlenkung und -antrieb und konnten dank eines zweiten nach hinten ausgerichteten Fahrersitzes und eines Getriebes mit sechs Vorwärts- und Rückwärtsgängen schnell die Richtung wechseln. Ihr gemeinsames Merkmal waren die Monocoque-Bauweise, der Antrieb aller acht Räder und die Verwendung eines luftgekühlten 12-Zylinder-Dieselmotors, der ursprünglich aus dem Tatra 111 stammte.

## Ausführungen
Die Fahrzeuge der ARK-Reihe unterscheiden sich durch den jeweiligen Aufbau mit unterschiedlicher Bewaffnung.

### Schwerer Panzerspähwagen (2 cm) (Sd.Kfz. 234/1)

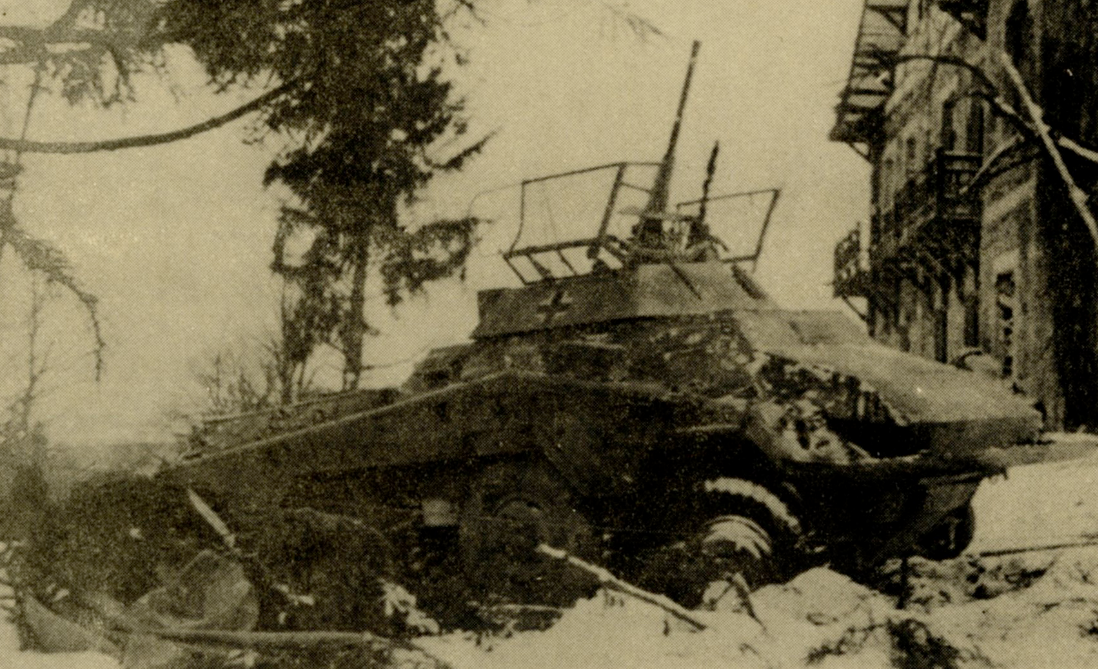
Panzerspähwagen Sd.Kfz. 234/1

Das Fahrzeug erhielt die Bezeichnung Sd.Kfz. 234/1 und war produktionsbedingt die zweite Version des Fahrzeugs, welche ab Mitte 1944 bis zum Kriegsende produziert wurde. Wie die frühen Aufklärungsfahrzeuge war es mit einem rundherum drehbaren Gefechtsturm mit einer 2-cm-KwK 38 und koaxialem 7,92-mm-MG 42, die zum Einsatz gegen Tiefflieger auch bis +70° nach oben gerichtet werden konnten, bestückt. Hierzu wurde ein Schutzgitter gegen hineingeworfene Sprengkörper links und rechts abgeklappt. Anders als bei den frühen Sd.Kfz. 222 und Sd.Kfz. 250/9 wurde jedoch der Turm ohne Sockel ausgeführt. Diese „Hängelafette 38“ für die 2-cm-KwK 38 war bereits seit April 1940 entwickelt worden. Die Silhouette des Fahrzeugs wurde durch die Verwendung des 2-cm-Turms niedriger. Nachdem man am 3. November 1943 die Fertigung der Fahrzeuge mit der 5-cm-Bewaffnung vorgezogen hatte, sollten ab April 1944 die Hälfte der neuen Fahrzeuge mit der 2-cm-Bewaffnung und die andere Hälfte mit der 7,5-cm-Bewaffnung (Sd.Kfz. 234/3) produziert werden. Doch schon im März 1944 wurde das Verhältnis auf 13 Sd.Kfz. 234/1 zu drei Sd.Kfz. 234/3 geändert.
Durch Verzögerungen kam es erst ab Juni 1944 zur Produktion und im Oktober wurde das Produktionsverhältnis wieder angenähert, indem auf neun Sd.Kfz. 234/1 dann sieben Sd.Kfz. 234/3 kommen sollten. Die Fertigung der Sd.Kfz. 234/1 lief bis zum Kriegsende weiter und bis März 1945 waren je nach Quelle etwa 200 bis 230 Fahrzeuge fertiggestellt.

### Schwerer Panzerspähwagen (5 cm) (Sd.Kfz. 234/2)

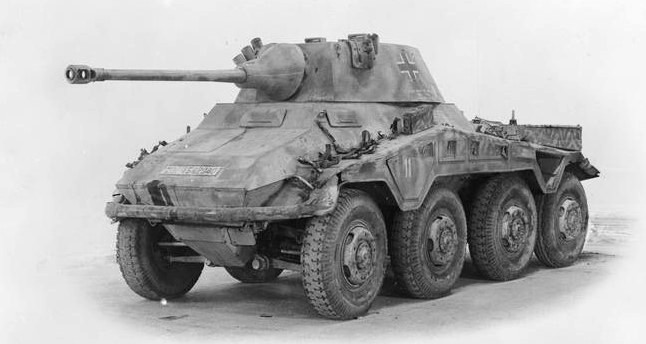
Panzerspähwagen Sd.Kfz. 234/2

Die erste und bekannteste Version, das Sd.Kfz. 234, erhielt einen Turm mit der Kampfwagenkanone 5-cm-KwK 39/1 und koaxialem MG 42, der ursprünglich für ein neues Fahrzeug der Panzer-II-Klasse, den projektierten und schließlich aufgegebenen Aufklärungspanzer Leopard, gedacht war. Erstmals vermerkt wird dieser Wechsel der Bewaffnung gegenüber dem ursprünglichen Konzept (2-cm-Turm) am 1. Juli 1942. Am 2. November 1943 wurde bekanntgegeben, dass 100 der 8RTp 234 ausgerüstete mit dieser Bewaffnung gebaut werden sollten. Insgesamt wurden von Dezember 1943 bis Juni 1944 101 Fahrzeuge gebaut. Die Bezeichnung Sd.Kfz. 234/2 wurde ab März 1944 verwendet.
Diese für einen Spähpanzer relativ starke Bewaffnung verleitete Besatzungen mehr als einmal, in den Kampf einzugreifen, statt aufzuklären.

### Schwerer Panzerspähwagen (7,5 cm) (Sd.Kfz. 234/3)

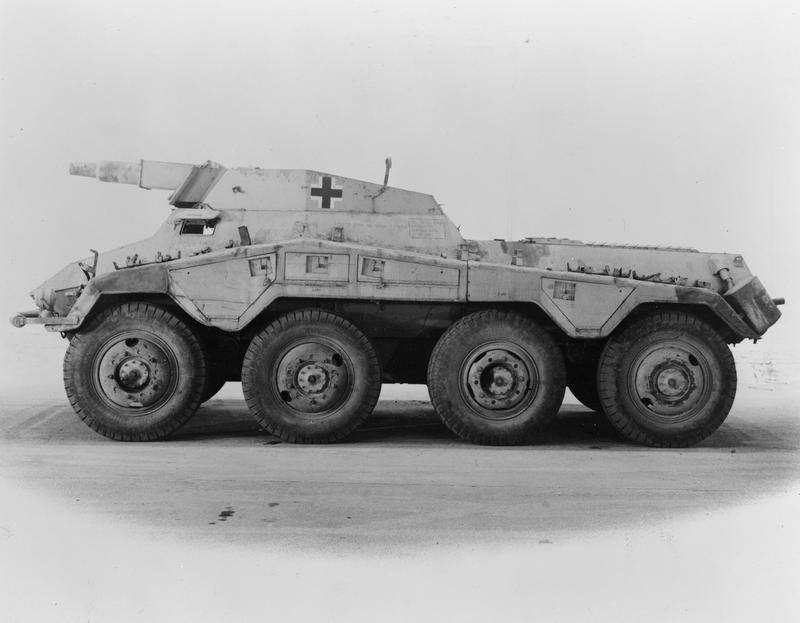
Panzerspähwagen Sd.Kfz. 234/3

Die Ausführung Sd.Kfz. 234/3 erhielt die aus den frühen Versionen des Panzerkampfwagen IV bekannte kurze 7,5-cm-Kanone L/24. Diese Bewaffnung (7,5-cm-Kanone 37) hatte sich in den Sd.Kfz. 233 als Unterstützungswaffe in den gemischten Aufklärungszügen mit 2-cm-Fahrzeugen der GS-Baureihe bereits bewährt. Als entsprechendes Fahrzeug der ARK-Serie wurde eine Bewaffnung mit der 7,5-cm-Kanone 51 und einem schwenkbaren 7,92-mm-MG 42 zur Fliegerabwehr und Selbstverteidigung vorgesehen. Die Hauptbewaffnung hatte einen auf je 20° zu jeder Seite begrenzten Seitenrichtbereich und ein Selbstfahrlafetten-Zielfernrohr 1b (Sfl.Z.F.1b) mit einem Richtbereich bis zu 2.200 m. Die kurze Kanone war eigentlich für den Einsatz gegen „weiche“ Ziele gedacht, aber die Durchschlagsleistung der 7,5-cm-L/24-Kanone übertraf mit einer ab Ende 1942 verfügbaren Hohlladungsgranate die der 5-cm-KwK 39 L/60 des 234/2. Die Produktionsplanung änderte sich, wie beim Sd.Kfz. 234/1 beschrieben im Laufe des Jahres 1944 und die Fertigung endete plötzlich im Dezember 1944. Bis dahin waren etwa 88 bis 90 Fahrzeuge gebaut worden. Um mehr Fahrzeuge mit einer Panzerabwehrkanone zu versehen, wurden die Fahrgestelle für die Fertigung der Version Sd.Kfz. 234/4 mit 7,5-cm-PaK 40 verwendet.

### Schwerer Panzerspähwagen (7,5 cm Pak 40) (Sd.Kfz. 234/4)
Das Sd.Kfz. 234/4 war ein relativ improvisierter Versuch, die 7,5-cm-Panzerabwehrkanone 40 auf den Panzerspähwagen der ARK-Reihe zum Einsatz zu bringen. Hierbei ist auf die problematische von Rückzugskämpfen geprägte Situation ab 1944 zu verweisen. In einer Besprechung des Generalinspekteurs der Panzertruppen mit Hitler am 28. Oktober 1944 wurde erstmals über den Einbau der 7,5-cm-L/46-Bewaffnung in Sd.Kfz. 251 und 8-Rad-Tp (Sd.Kfz. 234) und die Auswirkung auf die Fahrzeuge diskutiert. Am 9. November 1944 lieferte Büssing-NAG Entwurfszeichnungen für den Einbau in das Fahrgestell. Nach einer Besprechung von Albert Speer und Hitler am 27. November erteilte Hitler den Auftrag, die Entwicklung des 8-Rad-Wagens mit Pak 40 zu beschleunigen, so dass es möglich werden sollte, die Fahrzeuge ab Dezember 1944 zu produzieren. Dies betonte Hitler in einer Besprechung am 28. und 29. November nochmals. Nach einer Vorführung am 5. Dezember 1944 war Hitler überaus begeistert von den beiden „Pak-Wagen“-Varianten und lobte diese Lösungen überschwänglich. Das Fahrwerk war aber mit dieser Waffe an seiner Grenze angelangt. 30 Patronen wurden sicher mitgeführt, 12 in einem Behälter in Fahrtrichtung rechts, weitere 18 Schuss in einem Behälter unter dem Pivot der Pak. Jentz/Doyle geben 36 Patronen an, nennt aber nicht den Ort, wo die zusätzlichen sechs Schuss untergebracht gewesen sein sollen. Der Schild der Pak musste unten seitlich abgeschnitten werden, um ein Verkanten beim Seitenrichten zu verhindern. Etwa 70 bis 90 Fahrzeuge wurden von Dezember 1944 bis April 1945 gebaut.
Die als Panzeraufklärer aufgestellten Truppen wurden immer wieder als Kampfverbände eingesetzt und benötigten dafür eine Bewaffnung, die in der Lage war, gegnerische Kampffahrzeuge aufzuhalten. Hierbei wurde an einen Einsatz nach dem Hit-and-Run-Prinzip gedacht.

## Einsatz
Anfänglich für die Verwendung im Afrikakorps vorgesehen, dort aber nicht mehr zum Einsatz gekommen, dienten die Fahrzeuge der ARK-Reihe auf allen anderen Kriegsschauplätzen ab Mitte 1944.

## Technische Daten

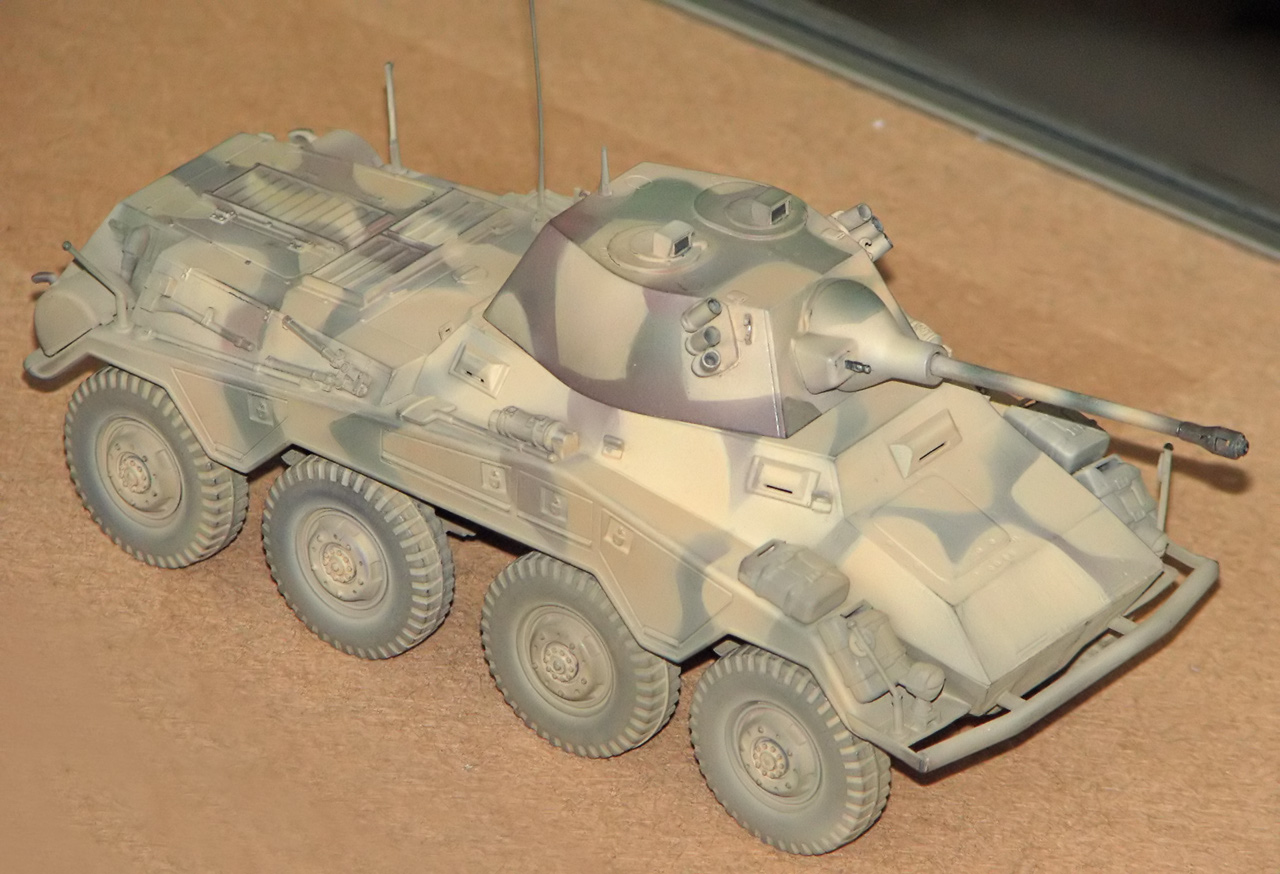
Sd.Kfz. 234/2 (Modell) in Munster

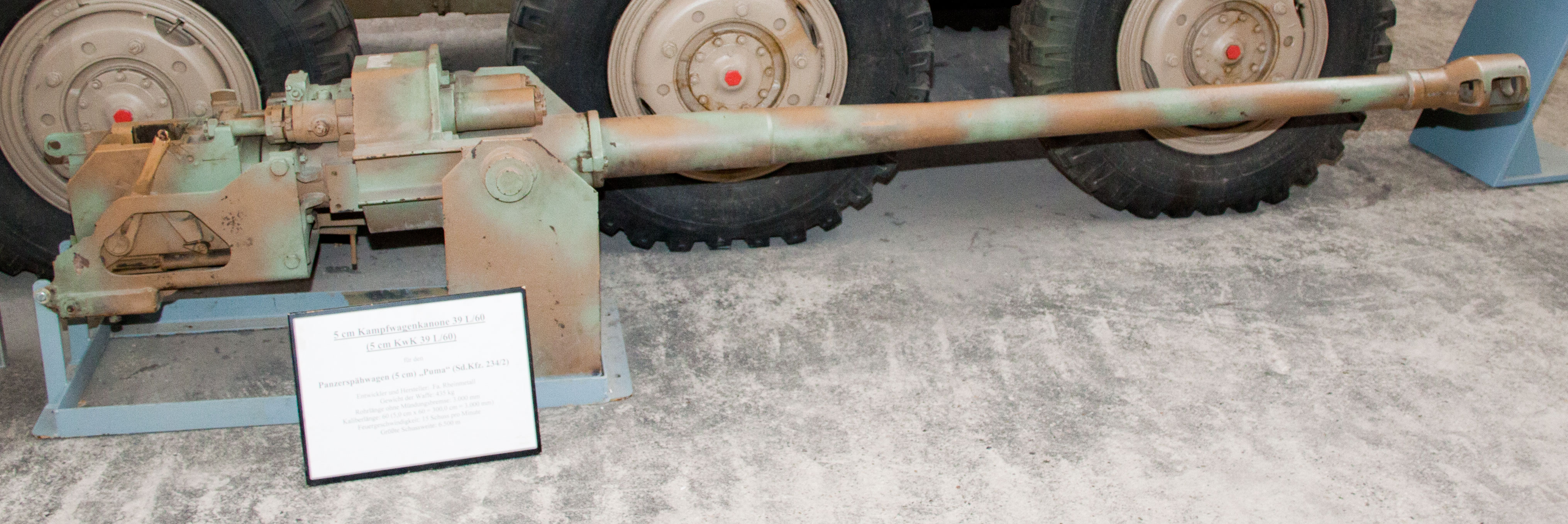
5-cm-KwK des Sd.Kfz. 234/2 vor Panzerspähwagen Sd.Kfz. 234/4 in Munster

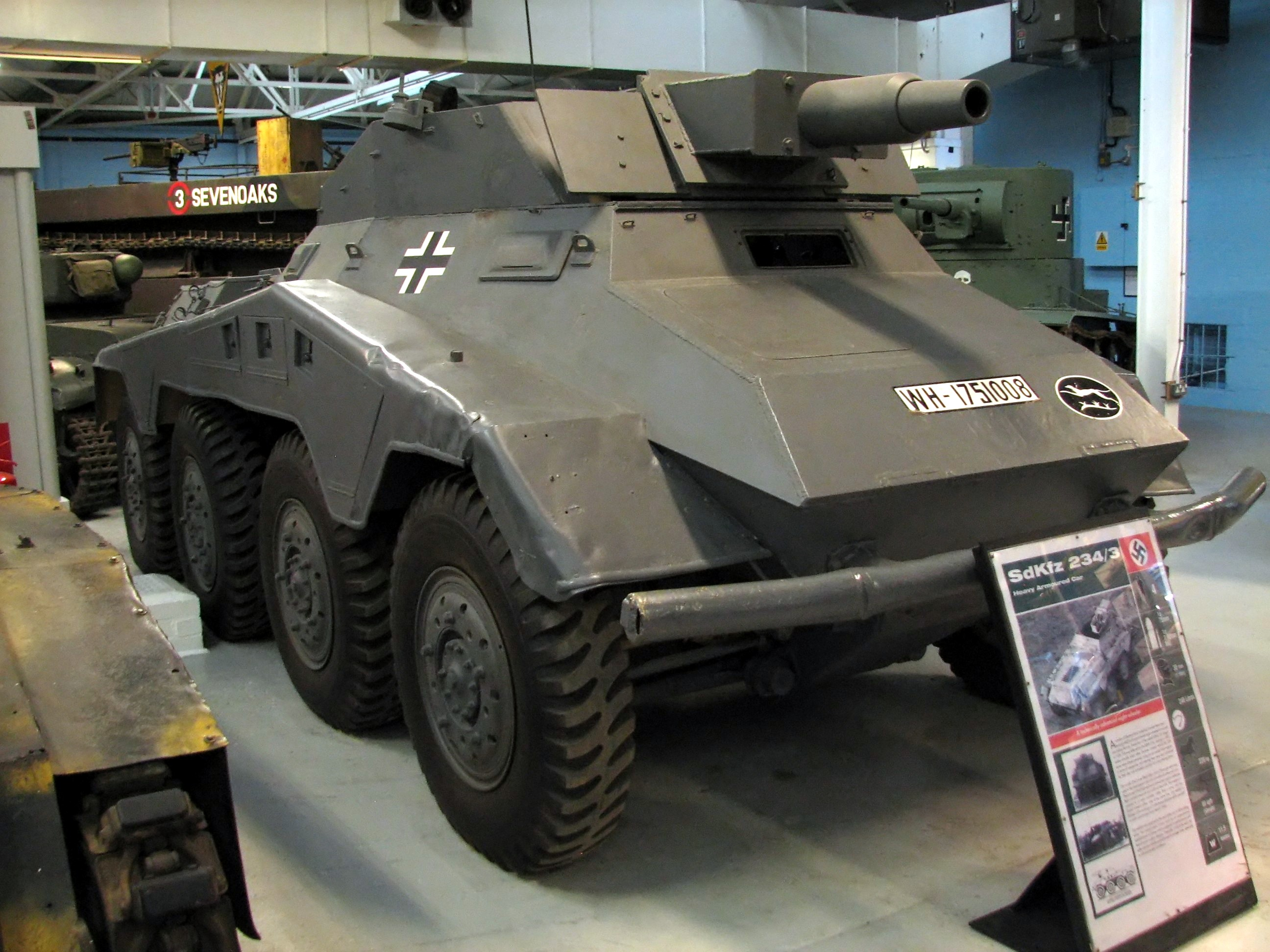
Sd.Kfz. 234/3 in Bovington

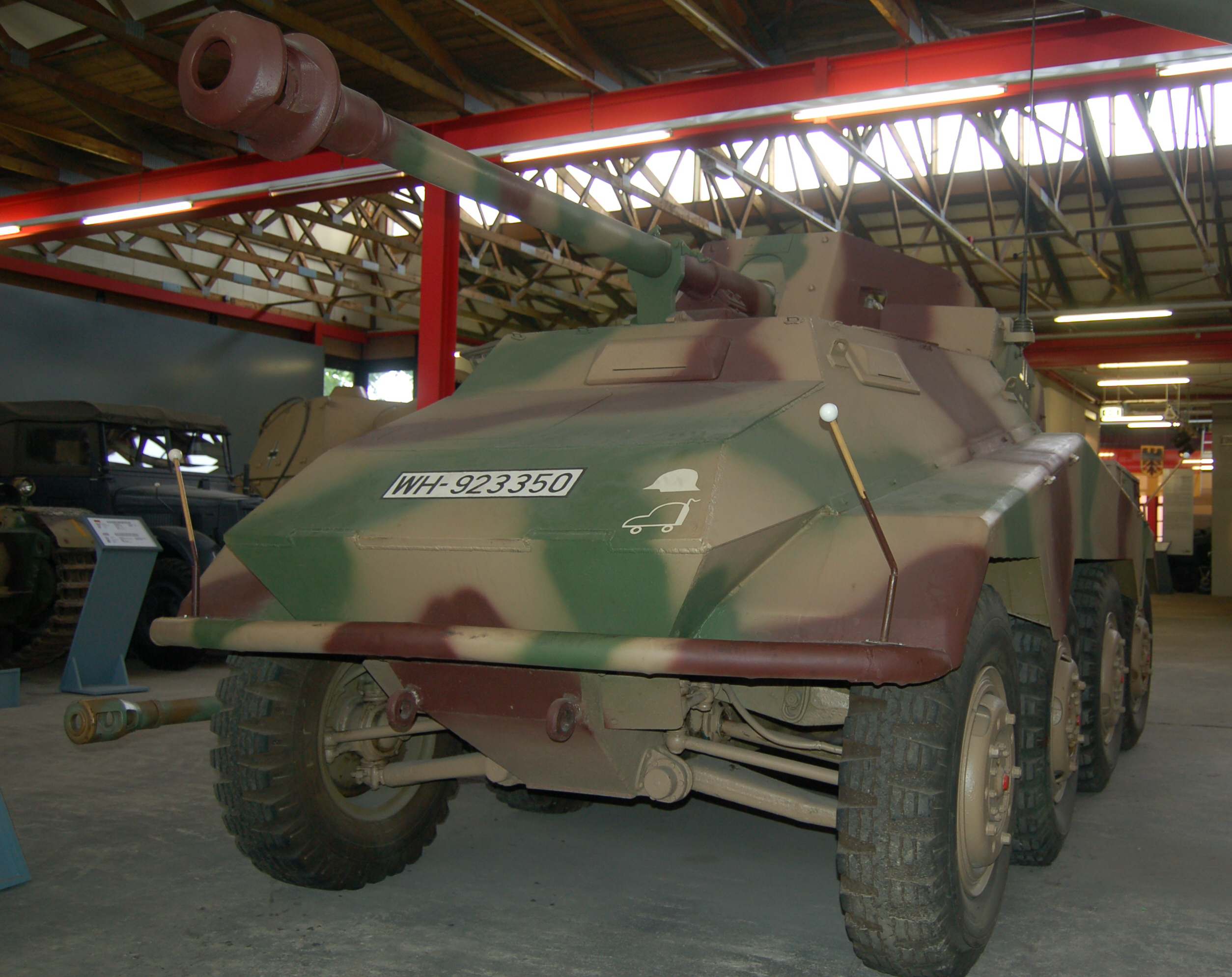
Sd.Kfz. 234/4 von Büssing-NAG in Munster

- Gewicht: 11,5–11,74 t (je nach Typ) 234/4 ca. 12 t
- Länge: 5,86–6,8 m (je nach Typ)
- Breite: 2,33 m (2,40 über Kotflügel)
- Höhe 2,1–2,38 m (je nach Typ)
- Bodenfreiheit: 35 cm
- Watfähigkeit: 120 cm (140 cm nach D 687/3)
- Überschreitfähigkeit: 200 cm
- Steigfähigkeit: 45°
- Wendekreis (Durchmesser): 14,9 m
- Antrieb: luftgekühlter V12-Zylinder-Tatra-Dieselmotor mit 14,8 l Hubraum und 220 PS im Heck
- Treibstoffvorrat: 110 (bei 234/4 nicht vorhanden) + 70 + 70 + zwei bis vier 20-l-Kanister (weitere zwei für Wasser)
- Fahrbereich: 600 bzw. 900 km Straße / 400 bzw. 600 km im Gelände
- Geschwindigkeit: bis zu 90 km/h (auf Straße)
- Panzerung:
  - Aufbau
    - vorne: 30 mm
    - seitlich: 8 mm
    - hinten: 10 mm

  - Turm
    - vorne: 30 mm
    - seitlich u. hinten: 14,5 mm
- Reifen: 270–20 (schusssicher)
- Bewaffnung:
  - ein MG 34 oder MG 42
  - 234/1: 2-cm-KwK 38 L/55 mit 250 Schuss
  - 234/2: 5-cm-KwK 39 L/60 mit 55 Schuss
  - 234/3: 7,5-cm-K 51 L/24 mit 50 Schuss
  - 234/4: 7,5-cm-PaK 40 L/46 mit 30 (36?) Schuss
- Stückzahlen: je nach Quelle
  - 234/1: ca. 200–230
  - 234/2: 101
  - 234/3: ca. 88 bis 90
  - 234/4: ca. 70 bis 90
- Besatzung: 4

## Trivia
In der Variante mit geschlossenem Turm und 5-cm-Kanone (Sd.Kfz. 234/2) wird das Fahrzeug in der Literatur auch als „Puma“ bezeichnet. In zeitgenössischen Dokumenten findet sich jedoch kein Hinweis auf diese Bezeichnung.
Der Spähpanzer Luchs der Bundeswehr basiert auf dem Konzept der Panzerspähwagen Sd.Kfz. 234 bzw. dessen Vorgängers Panzerspähwagen Sd.Kfz. 231, von dem er die 8-Rad-Lenkung und als zusätzliches Besatzungsmitglied den Rückwärtsfahrer beibehalten hat.
Das Sd.Kfz. 234 stellt hinsichtlich seiner Motorisierung eine Besonderheit dar, da es bis zum Ende des Zweiten Weltkriegs das einzige gepanzerte Fahrzeug aus deutscher Produktion war, das mit einem Dieselmotor ausgerüstet wurde.